# Asaph Hall
Asaph Hall (Goshen, Connecticut; 15 de octubre de 1829-Annapolis, Maryland; 22 de noviembre de 1907) fue un astrónomo estadounidense. Descubridor en 1877 de los dos satélites de Marte —Fobos y Deimos—, determinó las órbitas de numerosos satélites, el movimiento de una serie de estrellas binarias, la rotación de Saturno y la masa de Marte y de otros planetas.

## Biografía
Con una escasa formación académica, ya que a la muerte de su padre tuvo que trabajar como carpintero para ayudar a su madre, sus ansias de conocimiento y de estudiar el cielo le llevaron a prepararse por su propia cuenta. En 1857 entró a trabajar como ayudante del astrónomo William Cranch Bond en el Observatorio de Harvard (Harvard College Observatory): el sueldo que tenía era de doce dólares al mes.
En 1856 contrajo matrimonio con Angeline Stickney (1830-1892), quien siempre le apoyó en su trabajo.
Después de efectuar numerosas observaciones, aprender técnicas astronómicas y mejorar sus conocimientos, en 1863 fue nombrado director del Observatorio Naval de Washington (USNO), donde descubrió los dos satélites de Marte en agosto de 1877, Deimos y Fobos, con el gran refractor de 66 cm de dicho observatorio, obra del óptico estadounidense Alvan Clark. Antes había descubierto el período de rotación de Saturno. En 1895 ocuparía el puesto de profesor de astronomía en la Universidad Harvard.
Uno de los mayores cráteres de Fobos se llama Hall en su honor; Stickney, bautizado así en honor de su esposa, es el mayor y más profundo del satélite.
Tuvo cuatro hijos: Asaph Jr., Samuel, Angel y Percival; solo el primero (Asaph Hall Jr.) continuaría la tradición familiar haciéndose astrónomo y efectuando numerosos trabajos astronómicos; publicó gran cantidad de artículos y estudios celestes.

## Publicaciones
- Nebulae in the Pleiades, (1886), Astronomische Nachrichten, volume 114, p. 167.
- Observations on Mars, (1888), Astronomical Journal, vol. 8, iss. 181, p. 98-98.
- Observations of Mars, 1892, (1893), Astronomical Journal, vol. 12, iss. 288, p. 185-188.
- The orbit of the satellite of Neptune, (1898), Astronomical Journal, vol. 19, iss. 441, p. 65-66.
- Motion of the perihelion of Mercury, (1900), Astronomical Journal, vol. 20, iss. 479, p. 185-186.
- The differential equations of disturbed elliptic motion, (1906), Astronomical Journal, vol. 25, iss. 586, p. 77-79.

## Reconocimientos

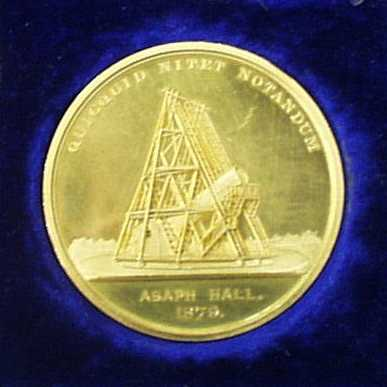
Medalla de Oro de la Royal Astronomical Society recibida por Hall

- Premio Lalande de la Academia Francesa de Ciencias en 1878.
- Medalla de Oro de la Royal Astronomical Society en 1879.
- Medalla de Arago en 1893.
- Nombrado caballero de la Legión de Honor en 1896.[5]

## Eponimia
- El cráter lunar Hall lleva este nombre en su memoria.
- Así mismo, el cráter Hall en la luna marciana Fobos le debe su nombre.[6]
- El asteroide (2023) Asaph y (3299) Hall también fue nombrado en su honor.[7]

## Fuente
- Historia del Telescopio, Isaac Asimov, Alianza Editorial (1986).
- Buscador NASA ADS (trabajos, artículos y publicaciones).